# Sitio de Lérida (1464)
El sitio de Lérida de 1464 tuvo lugar entre marzo y julio de ese año durante la Guerra Civil Catalana. Fue dirigido personalmente por Juan II de Aragón y terminó con la capitulación de la ciudad de Lérida el 6 de julio.

## Desarrollo
Una vez descartada la amenaza castellana en aplicación de la sentencia arbitral de Bayona, Juan II desplegó una ofensiva para ocupar la parte oriental de Cataluña. Así en marzo de 1464 comenzó el sitio de Lérida dirigido por el propio rey junto a su hijo natural don Alfonso, el castellán de Amposta Hugo de Rocabertí y Rodrigo de Rebolledo. Para esta empresa Juan II había conseguido de las ciudades de Zaragoza y de Valencia dinero y soldados.
La guarnición que defendía Lérida estaba al mando de Pedro de Eça, primo de Pedro de Portugal que en enero de 1464 había sido proclamado por las instituciones catalanas rebeldes a Juan II como nuevo soberano del Principado de Cataluña. Este se afanó en enviar desde Barcelona los refuerzos necesarios para que la ciudad resistiera el asedio, ya que la población pronto se vio aquejada por el hambre y la carestía —«mientras los caballeros luchaban en las murallas, la gente enflaquecía por el poco comer y el mucho sufrir», en palabras de Jaume Vicens Vives—, pero no consiguió de los barceloneses el dinero suficiente para reclutar las tropas necesarias para levantar el asedio y además las pocas que pudo enviar carecían de moral de combate —un testigo de la época afirmó que parecía que iban a la horca—. Pedro de Portugal se trasladó a Cervera pero desde allí no pudo presentar batalla a los sitiadores por lo que no pudo evitar la rendición de la ciudad que se produjo el 6 de julio, después de dos semanas de una terrible hambruna.
Al día siguiente de la capitulación, Juan II hacía su entrada en Lérida sin tomar ningún tipo de represalia contra sus habitantes a pesar de los temores de estos en sentido contrario. Allí confirmó los privilegios de la ciudad excepto en dos cuestiones fundamentales, la más importante de las cuales era que la jurisdicción real ya no sería compartida con los jurados de la ciudad.
En cuanto a Pedro de Portugal este tuvo que abandonar su concepción autoritaria del poder y restablecer en agosto el Consell del Principat, el principal organismo revolucionario, que había disuelto cinco meses antes.